# 13862 Elais
13862 Elais è un asteroide della fascia principale. Scoperto nel 1999, presenta un'orbita caratterizzata da un semiasse maggiore pari a 5,259189 UA e da un'eccentricità di 0,084180, inclinata di 8,403770° rispetto all'eclittica. Ha un diametro di 24,835 km e un'albedo di 0,072.
Fa parte della famiglia di asteroidi Eurybates.
L'asteroide è dedicato a Elaide, una delle Oinotrope.